# RoDeBo
RoDeBo is een korfbalvereniging uit Rosmalen. De vereniging is in 1999 ontstaan uit een fusie tussen de dameskorfbalvereniging KV Rosmalen en KV Den Bosch. KV Den Bosch speelde alleen gemengd korfbal. RoDeBo heeft dan ook teams in zowel de dameskorfbal competities als in de reguliere korfbalcompetities.
Sinds 2006 is de vereniging gevestigd op het Sportpark De Groote Wielen in de groenzone tussen de stadsdelen De Groote Wielen en Rosmalen Noord. Daarvoor had de vereniging haar thuishonk op sportpark Coudewater in Rosmalen.
Het ledental van RoDeBo schommelde enkele jaren rond tachtig tot negentig leden. In 2010 ging de vereniging een samenwerking aan met buurvereniging BMC uit Berlicum. Beide verenigingen voegden hun seniorenselecties samen onder de vlag van BMC. Daardoor daalde het (formele) ledental van RoDeBo flink tot nog dertig. Een nieuw bestuur besloot er desondanks toch aan te gaan trekken en inmiddels groeit de vereniging weer op bescheiden schaal. Seizoen 2012/2013 wordt gestart met drie jeugdteams.
In 2018 is RoDeBo na een samenwerking van 2 jaar gefuseerd met de Maaskanters uit Well tot kv STIP.
Renee Kuin is een voormalig jeugdinternationational en was een van de leden van RoDeBo, voordat ze de stap hogerop maakte. In februari 2007 debuteerde zij in het Nederlands team voor korfballers onder de 16 jaar.
Atletiek: O.S.S.-VOLO · Badminton: Badminton Club Hercules · Basketbal: Heroes · The Black Eagles · Biljart: S-S&P De Dieze · Boogschieten: Handboogvereniging Prins Bernhard · Bowlen: Bowling Vereniging 's-Hertogenbosch · Dammen: Heijmans Excelsior · Darten: Bergen Darts Team · Café Lohengrin · Duivensport: De Zwaluw · Golf: GC BurgGolf Haverleij · Golf Club Bois le Duc · Golfclub Rosmalen · Hockey: Hockeyclub 's-Hertogenbosch · MHC Rosmalen · Honkbal: Gryphons · IJshockey: Red Eagles · Korfbal: RoDeBo · Petanque: Janboel 81 · Rugby: The Dukes · Schaken: HMC Den Bosch · De Kentering · Den Bosch Noord · Tafeltennis: TTV Never Despair · TTV De Kruiskamp'81 · Tennis: Bastion Baselaar · Tennisclub Maaspoort · Tennisclub Maliskamp · Tennisvereniging Rosmalen · Turnen: Flik-Flak · OJC Rosmalen · Voetbal: SV BLC · BVV · SV CHC · DBN '22 · FC Den Bosch · Emplina · FC Engelen · Maliskamp · OJC Rosmalen · RKJVV · RKKSV · RKVV Wilhelmina · Volleybal: Spirit · Waterpolo en zwemmen: De 's-Hertogenbossche Watervrienden · De Treffers Rosmalen